# Dictyna juno
Dictyna juno là một loài nhện trong họ Dictynidae.
Loài này thuộc chi Dictyna. Dictyna juno được Wilton Ivie miêu tả năm 1947.